# Лозова
Лозова́ — місто в Україні, у південній частині Харківської області, центр однойменного району. Важлива вузлова залізнична станція.
Загальна чисельність мешканців населених пунктів Лозівської міськради — 69 тис. осіб.

## Географія

### Фізико-географічне розташування
Місто Лозова розташовується біля джерела річки Лозова, яка через 12 км впадає в річку Бритай. До міста примикають села Домаха, Українське та Лісівське.
Через місто проходить регіональний автошлях регіонального значення Р51, а також автошляхи територіального значення Т 2107 та Т 2113.
Великий залізничний вузол.

### Клімат
Клімат Лозової помірно-континентальний. Посушливіший, ніж клімат Харкова, і відноситься до степового. Середня температура липня + 22…+ 25, січня -5…-8 градусів за Цельсієм. Кількість опадів близько 500—550 мм в рік. Вітри східні та західні.

### Адміністративно-територіальний поділ
Офіційного адміністративного розподілу немає, проте існують власні назви частин міста: Місто (центральна частина міста), Домики (Нові Домики) — приватний сектор і зона відпочинку (дендропарк і низка ставків) в південній частині міста), Мікрорайон (Південно-Західний житловий масив), Авилівка (приватний сектор в північній частині міста), Сахалін (промисловий район у східній частині міста і житловий приватний сектор), Молдованка і Циганський (приватний сектор на заході, неподалік від ЛКМЗ), Кирпичний — невеликий відокремлений район на сході за залізницею, який утворився навколо колишнього цегельного заводу.

## Походження назви
Назва міста походить від річки Лозова, що є лівою притокою річки Бритай (басейн Сіверського Донця). Річка бере початок на території заводу ЛКМЗ, протікає селами Катеринівка та Світловщина і впадає до річки Бритай вище села Михайлівки Лозівського району. Довжина річки 12 км.
У XIX столітті поряд з селом Катеринівкою понад річкою існувало однойменне село Лозова, (нині частково зникло, частково є продовженням села Катеринівки). Під час будівництва Курсько-Харківсько-Севастопольської залізниці назву, похідну від річки та села Лозова, отримала заснована неподалік нова станція Лозова-Азовська (сучасна станція Панютине). З'являється пристанційне селище. На місці сучасного міста Лозова на той час не було жодних поселень. З продовженням будівництва залізниці з'являється станція Лозова-Севастопольська (нині — станція Лозова-Пасажирська) і навколо виникає невелике однойменне селище. Для зручності станції Лозову-Азовську та Лозову-Севастопольську згодом об'єднують як велику вузлову станцію Лозова, звідки колії ідуть в обох напрямках, а лінійну колишню станцію Лозова-Азовська і довколишнє селище перейменовують у Панютине.
Окремо можна згадати версію походження назви міста, висловлену у своїх творах радянським російськомовним письменником українського походження В. Г. Янчевецьким, який був популярним у середині XX століття під псевдонімом Василь Ян. У поясненнях до книги «Чингіз-Хан» (1939) він пов'язує її із Залозним шляхом — дуже давнім торговельним шляхом від Азовського моря до Дніпра — «„Залозний“ пішов від стародавньої вимови слова „залізо“, цим найкоротшим шляхом караванами провозилось залізо, яке в давнину було цінним металом і доставлялося з Китаю й інших місць Азії. (Забелін, Брун.) Ця назва „Залозний“ і збереглася у зміненій назві станції „Лозова“». Така теорія не знаходить жодної фактологічної підтримки, а сам письменник був схильний до надання переваги художнім публіцистичним засобам над історичними фактами.

## Історія

Типовий степовий пейзаж поблизу Лозової

Територія, на якій розташоване місто, з давніх часів була майже не заселеною. Неподалік на сході пролягав відомий Муравський шлях, що був вперше позначений на Загальній карті Диких Полів або України, яка складена 1648 року як рукопис французьким військовим інженером Гійомом Левассером де Бопланом. Частина мапи, на якій зображена територія сучасного півдня Харківської, лівобережної частини Дніпропетровської та Донецької областей, є радше умовною схемою і робити будь-які точні висновки, користуючись лише нею, неможливо.
Історично територія Лозівського району та міста була прикордонною мало заселеною частиною території Війська Запорозького Низового (Самарська паланка, а згодом нетривало в середині XVIII століття — Орільська паланка). 
У складі Російської Імперії входила до складу Павлоградського повіту Катеринославської губернії. Всупереч усталеному хибному уявленню ці землі ніколи не належали до територій Слобідських козацьких полків і, відповідно, ніколи не були частиною Слобідської України, яка раніше стала частиною Московського царства, а згодом — Російської імперії. Межа між землями Війська Запорозького Низового та Слобожанщини пролягає приблизно за 50 км на північ від Лозової лінією фортець Української лінії.
До складу Харківської округи Лозову і район було віднесено 1926 року. Найімовірніше, це сталося внаслідок того, що столицею України під радянською окупацією тоді тимчасово було місто Харків, а Лозівський залізничний вузол становив стратегічний інтерес.
Перші згадки про Лозову, як залізничну станцію Лозова-Севастопільська, датуються 1869 роком, коли під час прокладання залізниці утворилося пристанційне селище. За короткий час Лозова стає важливим залізничним вузлом — тут сходяться шляхи на Харків, Донбас, Полтаву, Крим та Катеринослав. Саме селище поділялося на дві частини — Авилівку та Заруднівку. В першій оселилися бідні робітники, що працювали на залізниці або на невеликих підприємствах Лозової. Друга частина — Заруднівка, була престижним районом, де мешкали купці, дворяни, чиновники тощо. Вона мала дерев'яні тротуари, кінотеатр, ринок. Значною була частка єврейського населення. 
11 грудня 1905 року у майстернях станції Лозова було проведено з'їзд комітету боротьби Курсько-Харково-Севастопольської залізниці, на якому були присутні 300 делегатів-залізничників із Севастополя, Курська, Харкова, Олександрівська та Лозівського стачечного комітету, робітники та селяни з Лозової та навколишніх сіл. З'їзд проголосив про долучення до всеросійського страйку. До страйку долучилися залізничники Лозової та Панютиного, які заблокували рух поїздів з вугіллям до Харкова, Тули та Москви. Наприкінці грудня 1905 року страйк було придушено: керівники стачечного комітету були повішені, ув'язнені або заслані на каторгу.

### Визвольні змагання
Під час війни більшовицької Росії проти України у грудні 1917 року на Україну почався наступ 30-тисячного корпусу російських більшовицьких частин під командуванням В.Антонова-Овсієнка. Після взяття Харкова, загарбники під командою Олександра Єгорова та Миколи Руднєва взяли напрямок на Павлоград. 14 грудня 1917 року вони наблизилися до станції Лозова, але на підступах до станції їх зустрів запеклий спротив невеликих загонів Лозівського Гайдамацького куреня і Павлоградського Вільного козацтва. Попри значну перевагу в чисельності й озброєнні червоні змогли здолати оборонців станції лише на 3-й день безперервних боїв. Після відступу зі станції рештки гайдамаків і козаків продовжували оборонятись і затримували просування більшовиків на південь. Останній бій воїнів Армії УНР відбувся 17 грудня 1917 року на місці сучасного парку «Перемоги» і тривав кілька годин. За спогадами, тоді ніхто з гайдамаків і козаків не лишився живим. Близько 10 українських воїнів були поховані в шанцях на місці останнього бою.
У квітні 1918 року Лозова була звільнена українськими військами під орудою полковника Всеволода Петріва. Наприкінці 1918 року мав місце братовбивчий бій між військами Армії УНР та махновцями. Про це є свідчення зокрема у спогадах українського письменника Володимира Сосюри, на той час козака Армії УНР. У січні 1919 року Лозову окупували війська Червоної армії Павла Дибенка. Влітку того ж року селище захопили російські білі війська. Того ж року їх знову змінили червоні, встановивши тут радянську владу. Проти неї боролися загони повстанських отаманів та українське підпілля.

### Радянська влада
Після встановлення радянської влади в Лозовій відбувалися репресії, було знищено обидві церкви. Під час Голодомору у Лозовій гинули люди, котрі лежали просто на станції. Проте в самому місті Голодомор убив менше людей, позаяк великою мірою Лозова лишалася робітничим селищем і багато місцевих на відміну від селян отримували харчування. Але в довколишніх селах, як і всюди в Україні, ситуація була катастрофічною. Людей привчають жити у постійному страху, дітей примусово записують до юнацьких комуністичних парамілітарних організацій, де навчають поводження зі зброєю.
Під час німецько-радянської війни радянські війська відступили з міста 11 жовтня 1941 року. 11 лютого 1943 року Червона армія відбила місто у німців в ході Ворошиловградської наступальної операцій, але 1 березня 1943 року воно було знову захоплено військами Вермахту. Остаточно радянські війська окупували Лозову 16 вересня 1943 року. Загалом під час війни влада в місті змінювалася шість разів. Дуже потужних бомбардувань Лозова зазнавала як від німецьких, так і від радянських військ. Червоноармійці при відступі дотримувалися тактики «випаленої землі» і намагалися знищити залізничний вузол. Внаслідок авіа ударів нищівних руйнувань зазнали не лише залізничний вокзал і станція, але і центр міста, багато людських обійсть було зруйновано. 
Під час перебування у місті німецької влади виходить газета «Лозівські вісті», працює кінотеатр. Літні люди пригадували, що вперше пробували шоколад, коли їх ним пригощали німецькі солдати.

### «Гайдамацький хрест»
Відомо, що у балці Зайцевій, яка починається на південному краю міста, 1918 року червоні окупанти розстріляли полонених захисників України. Під час Другої світової війни там також здійснювалися страти. У 1960-ті роки у тій частині балки утворено великий став. Тому на вшанування захисників Української держави на найвищому пагорбі понад цим яром було вирішено встановити хрест. На жаль, документальних фактів про ті події поки що знайдено обмаль. Відомі імена лише двох розстріляних військових армії УНР.
14 жовтня 1990 року патріоти з різних регіонів України, зокрема молодіжні організації «Сокіл» і Спілка української молоді (СУМ) з Харкова спробували встановити дерев'яний пам'ятний хрест. Проте у Лозовій їх зустріли ймовірно скликані владою комуністи, перевдягнена в цивільне міліція і співробітники КДБ. Приїжджих було заблоковано на перехідному мосту, змога пройти далі була відсутня. Приїжджі не намагалися пройти іншим шляхом, після деякого часу стояння колона повернулася на залізничну станцію та потягом вирушила до Харкова. Проте наступного року, того ж дня (14 жовтня 1991 року), на свято Покрови Хреста було встановлено (його встановленню міська влада не протидіяла). На цьому святі були як лозівчани, зокрема колишні репресовані, так і гості з Харкова, Києва, Івано-Франківська, які представляли Народний рух України, Спілку української молоді та інші.
Серед нині відомих гостей — співачка з Харкова Марійка Бурмака, а також радикальний політичний діяч, на той час голова київської Спілки української молоді Олесь Вахній. Хреста було освячено греко-католицькими священниками з Івано-Франківська.
Дерев'яний хрест кілька разів зазнав нападів вандалів, тому місцеві патріоти встановили металевий хрест. Він розміщений на насипному кургані, має табличку «Героям України». У народі дістав назву «хрест гайдамакам». Щороку 24 серпня та 14 жовтня тут збираються патріоти України. 29 грудня 2012 року вперше була проведена акція вшанування гайдамаків.

### Вибухи на 61-му арсеналі
27 серпня 2008 року Лозова стала відома далеко за межами України через вибух сховища військових боєприпасів на території військової частини А0829. Ця частина підпорядковується Південному оперативному командуванню Сухопутних військ Збройних сил України. Саме в цей день, о 16:00, пролунали перші вибухи на території арсеналу, де зберігалися 120-мм снаряди для мінометів. Деякі райони міста було евакуйовано, частина будинків у кварталах, прилеглих до епіцентру вибухів, зазнали пошкоджень (зокрема одна зі шкіл міста).
У серпні 2013 року розпочалася ліквідація боєприпасів, які залишилися після вибухів на території військової частини, яку планують завершити до листопада 2013 року. Разом із тим від вибухів почали руйнуватись фундаменти будинків місцевих жителів, а процес ліквідації боєприпасів міг призвести до значного забруднення повітря та ґрунтів.

### Російсько-українська війна
Під час Повномасштабного Російського вторгнення в Україну у 2022 році, місто опинилось неподалік від лінії фронту  з Лютого по Вересень 2022 року.
1 березня 2022 року російські війська нанесли по місту 2 авіаудари по військових об'єктах у районі колишнього арсеналу.
22 березня загарбники обстріляли близько 20 приватних будинків і місцеві підприємства, загинула людина, ще дев'ятеро поранено.
Станом на 5 квітня 2022 року внаслідок обстрілів пошкоджено майже 200 приватних будинків, 6 будинків зруйновано повністю, мешканці продовжують виїжджати. За два попередні дні з громади виїхало близько 10 тис. людей, зокрема залізничним транспортом — близько 8 тис.
20 травня 2022 року російська аеробалістична ракета Х-22 влучила у Міський палац культури, поранивши 7 цивільних людей, в тому числі дитину 11 років.
Ракета поцілила в Палац культури, можливо через те, що він найбільш радіоконтрастний з усіх будівель навколо, бо стоїть окремо від інших та біля великого парку.
16 вересня 2022 року було нанесено ракетний удар по будівлі школи №8, внаслідок чого її було зруйновано вщент, також пошкоджено декілька приватних домоволодінь.
Всього внаслідок ракетних обстрілів було пошкоджено понад тисячу квартир та 11 закладів освіти.

## Населення

### Національний склад
Національний склад населення за даними перепису 2001 року:
| Національність  | Відсоток |
| --------------- | -------- |
| українці        | 79,00%   |
| росіяни         | 14,74%   |
| білоруси        | 0,45%    |
| вірмени         | 0,17%    |
| роми            | 0,13%    |
| татари          | 0,10%    |
| інші/не вказали | 5,41%    |

### Мовний склад
Рідна мова населення за даними перепису 2001 року:
| Мова            | Чисельність, осіб | Відсоток, % |
| --------------- | ----------------- | ----------- |
| Українська      | 48 854            | 75,59%      |
| Російська       | 11 964            | 18,51%      |
| Білоруська      | 72                | 0,11%       |
| Вірменська      | 62                | 0,10%       |
| Ромська         | 54                | 0,08%       |
| Угорська        | 14                | 0,02%       |
| Румунська       | 10                | 0,01%       |
| Інші/Не вказали | 3 597             | 5,58%       |
| Разом           | 64 627            | 100%        |

## Економіка
- промислові підприємства — 14 (ЛКМЗ, Лозівський хлібоприймальний пункт);
- будівельні організації — 9;
- об'єкти торгівлі — 97;
- об'єкти громадського харчування — 43;
- підприємства різної форми власності — 280;
- організації залізничного транспорту — 10.

### Транспорт
Транспорт є однією з містотворчих галузей поряд з машинобудуванням.
Автотранспортний вузол на автошляху Т 2107 Харків — Павлоград. З міжміського автовокзалу Лозової здійснюються автобусні рейси на Харків, Дніпро,  Запоріжжя, Полтаву, а влітку — до Бердянська, Кирилівки тощо.
У місті розташовані декілька АТП, найбільшими серед яких є АТП-16309 та АТП-16347, що обслуговують автобусні маршрути:
- 4-й мікрорайон — Ринок (Вокзал);
- 4-й мікрорайон — Ринок — Панютине;
- Кільцевий 1, 2, 3;
- 4-й мікрорайон — Ринок — Світловщина;
- Лозова — Кінзавод-124;
- Лозова — Братолюбівка / Бритай / Вишня.

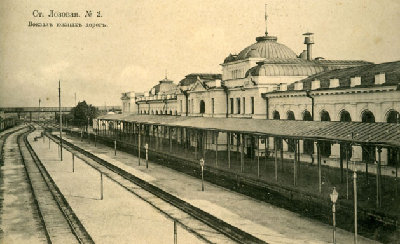
Стародавня світлина вокзалу станції Лозова-Пасажирська

У Лозовій розташований великий залізничний вузол. Від станції Лозова відгалужуються залізничні лінії на Харків, Полтаву, Слов'янськ, Синельникове I, Сімферополь, Севастополь.
До 2013 року, влітку, курсували декілька пасажирських поїздів у Кавказькому напрямку. За радянські часи близько 90 % всіх поїздів на Кавказ прямували у Харківському напрямку через Лозову, однак після розпаду СРСР всі ці поїзди були переведені на воронезький хід.

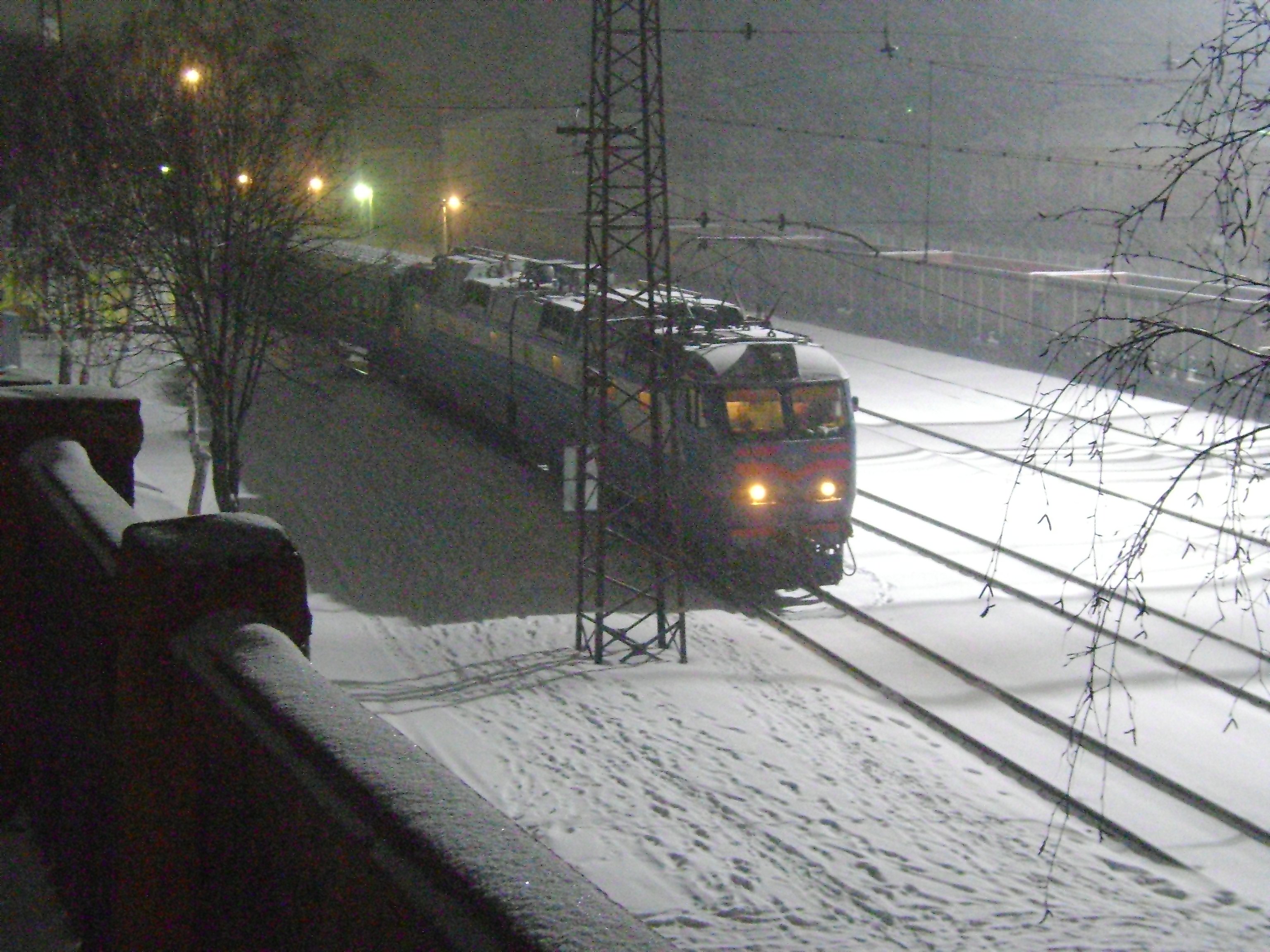
ЧС7 на станції Лозова

На станції діє локомотивне депо Лозова (ТЧ-9) Південної залізниці.
Рухомий склад депо: тепловози ТЕП70, 2ТЕ116, ЧМЕ3, електровози ВЛ8, ВЛ11, ВЛ22. Депо є оборотним для приміських електропоїздів ТЧ Слов'янськ, у літній період — для ЧС2 і ЧС7 локомотивного депо Мелітополь. На ПТОЛ здійснюється технічне обслуговування локомотивів ТЧ Нижньодніпровськ-Вузол, Слов'янськ та Лиман.

## Освіта
Загальноосвітні навчальні заклади — 33, з них школи:
- Лозівська міська гімназія;
- ЗОШ №  1 (з 2018 року — КЗ «Лозівський ліцей № 1»)[22];
- ЗОШ № 2 (закрита);
- ЗОШ №  3[23];
- Ліцей № 4;
- ЗОШ № 5 (початкова, ліквідована у 2000-х роках);
- ЗОШ № 6 (закрита);
- ЗОШ № 7;
- ЗОШ № 8; (розбомблена російськими військами під час повномасштабного вторгнення)
- ЗОШ № 10 (за часів СРСР — єдина українська школа, нині — ЛНВК № 10 «ЗНЗ-ДНЗ»);
- ЗОШ № 11 (російськомовна, але є класи з українською мовою навчання);
- ЗОШ № 12 (російськомовна)[24];
- вечірня школа;
- школа-інтернат;
- «Лозівський фаховий вищий коледж мистецтв», «Лозівський професійний ліцей»[25];
- Панютинський професійний аграрний ліцей;
- Філія Харківського автодорожнього технікуму.

## Медицина
- стаціонар центральної районної лікарні — 3;
- лінійна амбулаторія;
- диспансери — 2;
- аптеки — 26.

## Культура
- Палац культури;
- 3 бібліотеки;
- Лозівський краєзнавчий музей;
- школи естетичного виховання — 4;
- дендропарк «Дружба».

## Спорт
- стадіони — 2 («Локомотив»);
- футбольні поля — 17;
- стрілецькі тири — 10;
- спортзали — 26;
- басейни — 2;
- дитячо-юнацькі спортивні школи  − 3 (ДЮСШ «Юність», ДЮСШ «Олімпія», ДЮСШ «Локомотив»).

Футбольний клуб «Лозова-Панютине» виступає у Чемпіонаті Харківської області з футболу.

## Медіа
- Радіо "Терра"  FM104.6  Радіо Терра — регіональна радіостанція, що веде мовлення на частоті 104,6 FM і покриває частину Харківської області, в тому числі населені пункти: Лозова, Павлоград, Барвінкове та Кигичівка. Окрім музики та регіональних новин в ефір запрошуються місцеві лідери, творчі люди та солісти вітчизняних гуртів. Також в ефір виходять цікаві програми: "РОК-Терапія" присвячена найкращим рок-виконавцям, ранкове шоу "Давай вставай", а також програма "АвтоПро" для любителів сучасної техніки.
- Лозова.City — міське інтернет-видання, засноване у грудні 2019 року командою ТРК «Сігма» та Агенцією розвитку локальних медіа «Або»[26].
- Газети: районна «Голос Лозівщини» (раніше — «Радянське слово»),
- В минулому — «Лозівчанка», багатотиражка «Машиностроитель».

## Цікаві факти
Внаслідок того, що під час проєктування залізниці брався до уваги рельєф місцевості, центр міста утворився на водорозділі басейнів Дніпра і Сіверського Дінця. Це наочно видно на вулиці Грушевського, яка розташована на узвишші, а обабіч місцевість іде донизу. На південь від вулиці усі джерела через річище зниклої річки Домахи потрапляють до Тернівки — правої притоки Самари. На півночі — річки Лозова та Бритай (басейн Сіверського Дінця).

## Релігійне життя
На початку XX століття в Лозовій діяли православні церкви, каплиця на самій станції, католицький костел, синагога, а також громади старовірів та баптистів. Усі церкви були зруйновані. Костел знищено 1928 року. Синагога була закрита. 1942 року у ній було відкрито православну церкву, котра діяла деякий час і після Другої світової війни.
Нині у Лозовій діють дві російські православні церкви та жіночий монастир РПЦ, одна церква РПЦ будується, Преображенська парафія Української Греко-Католицької Церкви, громада Всіх Святих Землі Української Православної церкви України та протестантські громади:
- євангельські християни-баптисти (двох течій («реєстровані» та «відділені»), кожна по одній громаді);
- християни віри євангельської-п'ятидесятники — 2 громади;
- адвентисти сьомого дня (2 громади);
- лютерани — 1 громада;
- харизмати
- Свідки Єгови

Також існують:
- юдеї (1 громада);
- мусульмани.

## Міста-побратими
Іст-Гамптон, штат Нью-Йорк, США
Едвард-Рівер, Австралія

## Відомі люди
- Базалук Олег Олександрович — доктор філософських наук, професор, вчений-філософ, автор сучасної науково-філософської моделі Світобудови «Еволюціонуюча матерія»
- Бережний Микола Іванович — Герой Радянського Союзу (1944), артилерист, учасник Другої світової війни.
- Березовський Юхим Матвійович — Герой Радянського Союзу (1944), офіцер-артилерист, учасник Другої світової війни.
- Білик Тарас Сергійович (1994—2022) — старший солдат окремого Національної гвардії України, учасник російсько-української війни.
- Боровський Віктор (1957-бл.2015) — український дисидент, публіцист[28].
- Булгакова Людмила Петрівна — український історик, дослідниця подільської народної вишивки.
- Городничук Євген Валерійович — український військовик, доброволець батальйону Айдар, громадський діяч.
- Гладкий Олександр Миколайович — відомий футболіст.
- Дикий Іван — заслужений лікар України.
- Димшиц Марк — діяч сіоністського руху, заарештований 1970 року за спробу викрадення літака.
- Житніков Ярослав Володимирович (1982—2016) — лейтенант Збройних сил України, учасник російсько-української війни.
- Зотов Віталій (нар. 1997) — український баскетболіст.
- Клименко Станіслав Ігорович (нар. 1992) — український гирьовик, майстер спорту України міжнародного класу з гирьового спорту.
- Кожохіна Інга Андріївна (* 1987) — українська спортивна гімнастка.
- Комісаренко Богдан Сергійович (1992—2023) — солдат Збройних Сил України, учасник російсько-української війни.
- Костенко Олексій — генерал-лейтенант авіації СРСР.
- Кучеренко Володимир Олексійович (1909–1963) — радянський учений у галузі будівництва.
- Кучеренко Микола Олексійович — один з конструкторів танку Т-34.
- Лавренко Олександр — герой України, учасник АТО.
- Ладік Андрій Миколайович (1976—2015) — солдат Збройних сил України, учасник російсько-української війни.
- Лілеєв Сергій Вікторович (нар. 3 травня 1984, Лозова) — політик, громадський діяч, військовий, голова Слов'янської міської партійної організації ВО «Свобода».
- Мокрий Микола Микитович — артилерист-розвідник, учасник німецько-радянської війни, Герой Радянського Союзу (1943).
- Моргун Микола Іванович — Герой Радянського Союзу, командир мінометного взводу, учасник Другої світової війни у складі Червоної армії[29]
- Мурженко Олексій — радянський дисидент.
- Нартов Олександр Анатолійович — учасник літніх Олімпійських ігор 2008 року у м. Пекін, неодноразовий чемпіон України зі стрибків у висоту, срібний призер Кубка Європи та Всесвітньої Універсіади.
- Оберемко Валентин Іванович — радянський дипломат.
- Орлов Олександр Олександрович (1986—2022) — підполковник Національної гвардії України, відзначився у ході російського вторгнення в Україну. Герой України.
- Приходько Дмитро Сергійович — солдат Збройних сил України, учасник російсько-української війни.[джерело?]
- Рапопорт Анатолій Борисович — американський філософ, біолог, психолог.
- Реус Валентин — учасник вокального квартету «Явір».
- Решетняк Микола Тимофійович — український радянський дипломат. Постійний представник УРСР в ЮНЕСКО.
- Савенко Сергій («Сова») — рок-музикант, учасник гурту «Оркестр Че».
- Саєнко Ганна — художниця, учасниця всеукраїнських та міжнародних виставок, роботи знаходяться в приватних колекціях України, Росії, Швейцарії.
- Скірко Леонід — народився в Лозовій (27 квітня 1939) — канадський співак українського походження, бас-баритон.
- Тарасенко Олексій — народний артист України.
- Тягло Володимир — український політик, дипломат, голова Харківської обласної ради у 1992—1994 та 1996—2002 роках.
- Урюпін Валентин — відомий кларнетист, головний диригент та художній керівник камерного оркестру «Arpeggione» РФ.
- Федоров Федір Федорович — Герой Радянського Союзу (1943), радянський військовий льотчик, учасник Другої світової війни.
- Фесенко Володимир В'ячеславович — політолог, голова правління Центру прикладних політичних досліджень «Пента».
- Хмеленко Григорій — військовий діяч; командир Богдано-Дорошенківського куреня 1-ї Запорозької дивізії, хорунжий 3-ї сотні, полку Чорних запорожців, Армії УНР.
- Чередниченко Олександр — художник, член Національної спілки художників України.
- Шевченко Олег Сергійович (1988—2017) — солдат Збройних сил України, учасник російсько-української війни.

Лозова фігурує в житті багатьох відомих особистостей. Так російський імператор Олександр III пожертвував кошти на будівництво церкви. Селище згадується в щоденнику видатного вченого Володимира Вернадського, а також в нотатках російської поетки Марини Цвєтаєвої. Відвідував місто російський співак Федір Шаляпін. Тут перебував Нестор Махно та його командири. Події 1918 року у своїх спогадах описують генерал (на той час — полковник Армії УНР Всеволод Петрів та письменник Володимир Сосюра (козак Армії УНР на той час). Під час Другої світової війни тут деякий час перебував видатний український письменник Юрій Клен. В таборі військовополонених перебував генерал Червоної армії Олександр Носков. До свого рідного брата, що мешкав у Лозовій, приїздив видатний філософ, літературознавець, дисидент Євген Сверстюк. У Лозовій частий гість український письменник, громадський і політичний діяч, член Національної Спілки Письменників України, заслужений діяч мистецтв України Проценко Володимир Миколайович. У Лозовій пройшло дитинство російської оперної співачки Людмили Магомедової. З радянських керівників тут був Микита Хрущов. У свої молоді роки, випадково відставши від поїзда, на станції побував Борис Єльцин. Житлові мікрорайони міста проєктував Володимир Каневський — нині американський скульптор.